# شاين ستون
شاين ستون (بالإنجليزية: Shane Stone)‏ هو سياسي أسترالي، ولد في 25 سبتمبر 1950 في بنديجو في أستراليا. حزبياً، نشط في حزب الدولة الليبرالي ‏. وقد انتخب عضو الجمعية التشريعية للإقليم الشمالي ‏ عن دائرة Electoral division of Port Darwin ‏ (27 أكتوبر 1990 – ) وانتخب مندوب المؤتمر الدستوري الأسترالي 1998 عن دائرة إقليم شمالي وقد انضم خلال فترته النيابية (2 فبراير 1998 – 13 فبراير 1998)  للكتلة البرلمانية Northern Territory Government ‏ وانتخب Chief Minister of the Northern Territory ‏ (26 مايو 1995 – 8 فبراير 1999).